# Allium stenodon
Allium stenodon är en amaryllisväxtart som beskrevs av Takenoshin Nakai och Masao Kitagawa. Allium stenodon ingår i släktet lökar, och familjen amaryllisväxter. Inga underarter finns listade i Catalogue of Life.